# یواس‌اس دین (ای‌پی‌ای-۲۳۸)
یواس‌اس دین (ای‌پی‌ای-۲۳۸) (به انگلیسی: USS Dane (APA-238)) یک کشتی بود که طول آن ۴۵۵ فوت (۱۳۹ متر) بود. این کشتی در سال ۱۹۴۵ ساخته شد.